# 巴彦高勒站
巴彦高勒站，位于中华人民共和国内蒙古自治区巴彦淖尔市磴口县巴彦高勒镇，是包兰铁路上的火车站，建于1957年，由呼和浩特铁路局乌海车务段管辖。

## 車站周邊
- 中国邮政储蓄银行车站营业所
- 磴口县盐务管理局
- 中蒙医院
- 磴口县广运客运站
- 中国邮政储蓄银行钢铁路营业所
- 中国工商银行磴口支行营业所
- 中国农业银行磴口金穗分理处
- 中国联通贺兰营业厅
- 滨河公园

## 歷史
- 建于1957年。

## 外部連結
- 中国铁路客户服务中心 （页面存档备份，存于）